# David Albelda
David Albelda Aliqués (Alzira, 1º settembre 1977) è un allenatore di calcio ed ex calciatore spagnolo, di ruolo centrocampista, tecnico del Villarreal B.
È primatista di presenze con il Valencia (101) nelle competizioni UEFA per club.

## Caratteristiche tecniche
Era un centrocampista che operava a ridosso della difesa con compiti d'incontrista.

## Carriera

### Club
Cresciuto nell'UD Alzira, è passato al Valencia a cui è tornato, dopo due diversi prestiti al Villarreal CF, nella stagione 1999-2000, in cui, approfittando dell'infortunio di Luis Milla è diventato il titolare. Con l'arrivo di Rafael Benítez sono poi arrivate le vittorie dei campionati 2001-02 e 2003-04, a cui si è aggiunta la Coppa UEFA 2003-2004.
È divenuto il capitano del Valencia dopo la partenza di Gaizka Mendieta nel 2001.
Il 20 dicembre 2007, dopo che la squadra è stata eliminata dalla Champions League e affronta problemi in campionato, è stato messo fuori rosa dall'allenatore Ronald Koeman, arrivato da poco tempo e con l'appoggio di alcuni dirigenti del club, assieme al portiere Santiago Cañizares e a Miguel Ángel Angulo, poco dopo che aveva rinnovato il contratto sino al 2011: la decisione, arrivata dopo numerose esclusioni dalla formazione titolare, è da ricondursi ufficialmente a ragioni tecniche, in quanto l'allenatore pensava di doversi appoggiare a giocatori più giovani per risolvere i problemi della squadra. Tali decisioni hanno avuto anche uno strascico extra-sportivo: Albelda, infatti, il 2 gennaio 2008 ha fatto ricorso in tribunale chiedendo che il suo contratto fosse risolto.
Il processo si è celebrato il 22 febbraio 2008 e Albelda ha dichiarato che il club gli ha impedito di esercitare la sua professione, riconoscendo però di aver rifiutato le offerte del Chelsea e del Tottenham Hotspur per una cessione nel calciomercato invernale. In prima istanza, il 3 marzo dello stesso anno, il tribunale ha rigettato la pretesa e allo stato attuale delle cose, pur fuori rosa, Albelda ha continuato a essere un giocatore regolarmente stipendiato dal Valencia. Appena la notizia è diventata di pubblico dominio alcune squadre, sebbene egli non potesse trasferirsi in altre squadre spagnole per il resto della stagione, avendo giocato più di quattro gare di campionato, hanno studiato la possibilità di ingaggiarlo durante il calciomercato invernale, sperando in un trasferimento a titolo gratuito.
Alla fine dell'aprile 2008 comunque, con l'esonero di Koeman, Abelda, Canizares e Angulo sono stati reintegrati dal nuovo manager Salvador González Marco (detto Voro) in una squadra quasi a rischio retrocessione, a cinque giornate dalla fine del campionato. È tornato in campo nel secondo tempo della gara del 4 maggio in cui la squadra ha perso contro il Barcellona per 6-0 ed è sceso in campo di nuovo da titolare l'11 maggio in una vittoria in trasferta per 5-1 contro il Levante UD, con il Valencia matematicamente salvo.
Il 1º giugno 2011 rinnova per un altro anno, la sua 13ª stagione al Valencia, il suo contratto.
Dopo essere rimasto senza squadra, il 7 agosto 2013 si ritira dal calcio giocato.

### Nazionale
Con la nazionale spagnola ha vinto la medaglia d'argento alle Olimpiadi di Sydney nel 2000, in cui ha giocato tutte le partite, e ha partecipato al campionato del mondo Under-20 del 1997, in cui ha segnato alla Costa Rica.
Convocato da José Antonio Camacho ha esordito nella nazionale maggiore il 5 settembre 2001, in una vittoria esterna, a Vaduz, per 2-0 valevole per le qualificazioni alla Coppa del Mondo 2002 contro il Liechtenstein, partecipando poi al campionato del mondo 2002, al campionato europeo del 2004 e al campionato del mondo 2006. Durante il periodo di estromissione dal Valencia è stato chiamato da Luis Aragonés il 6 febbraio 2008 per un'amichevole contro la Francia, senza essere convocato per i successivi Europei.

## Statistiche

### Presenze e reti nei club
Statistiche aggiornate al 7 agosto 2013.
| Stagione        | Squadra         | Campionato      | Campionato | Campionato | Coppa naz. | Coppa naz. | Coppa naz. | Coppe europee | Coppe europee | Coppe europee | Altre coppe | Altre coppe | Altre coppe | Totale | Totale |
| Stagione        | Squadra         | Comp            | Pres       | Reti       | Comp       | Pres       | Reti       | Comp          | Pres          | Reti          | Comp        | Pres        | Reti        | Pres   | Reti   |
| --------------- | --------------- | --------------- | ---------- | ---------- | ---------- | ---------- | ---------- | ------------- | ------------- | ------------- | ----------- | ----------- | ----------- | ------ | ------ |
| 1999-2000       | Valencia        | PD              | 0          | 0          | CR         | 0          | 0          | UCL           | 9             | 0             | -           | -           | -           | 9      | 0      |
| 2000-2001       | Valencia        | PD              | 9          | 0          | CR         | 0          | 0          | UCL           | 13            | 0             | -           | -           | -           | 20     | 0      |
| 2001-2002       | Valencia        | PD              | 32         | 2          | CR         | 0          | 0          | CU            | 7             | 1             | -           | -           | -           | 39     | 3      |
| 2002-2003       | Valencia        | PD              | 26         | 0          | CR         | 0          | 0          | UCL           | 11            | 0             | SS          | 0           | 0           | 37     | 0      |
| 2003-2004       | Valencia        | PD              | 33         | 1          | CR         | 0          | 0          | CU            | 8             | 1             | -           | -           | -           | 41     | 2      |
| 2004-2005       | Valencia        | PD              | 28         | 0          | CR         | 0          | 0          | UCL+CU        | 4+2           | 0             | SS+SU       | 2+1         | 0           | 37     | 0      |
| 2005-2006       | Valencia        | PD              | 32         | 2          | CR         | 0          | 0          | CI            | 2             | 0             | -           | -           | -           | 34     | 2      |
| 2006-2007       | Valencia        | PD              | 25         | 0          | CR         | 0          | 0          | UCL           | 7             | 0             | -           | -           | -           | 32     | 0      |
| 2007-2008       | Valencia        | PD              | 15         | 0          | CR         | 0          | 0          | UCL           | 6             | 0             | -           | -           | -           | 21     | 0      |
| 2008-2009       | Valencia        | PD              | 30         | 0          | CR         | 3          | 0          | CU            | 5             | 0             | SS          | 2           | 0           | 40     | 0      |
| 2009-2010       | Valencia        | PD              | 28         | 1          | CR         | 1          | 0          | UEL           | 6             | 0             | -           | -           | -           | 35     | 1      |
| 2010-2011       | Valencia        | PD              | 16         | 0          | CR         | 2          | 0          | UCL           | 4             | 0             | -           | -           | -           | 22     | 0      |
| 2011-2012       | Valencia        | PD              | 21         | 0          | CR         | 7          | 0          | UCL+UEL       | 3+3           | 0             | -           | -           | -           | 34     | 0      |
| 2012-2013       | Valencia        | PD              | 18         | 0          | CR         | 4          | 0          | UCL           | 5             | 0             | -           | -           | -           | 27     | 0      |
| Totale Valencia | Totale Valencia | Totale Valencia | 313        | 6          |            | 17         | 0          |               | 62+31+2       | 2             |             | 4+1         | 0           | 430    | 8      |
| Totale Carriera | Totale Carriera | Totale Carriera | 433        | 6          |            | 17         | 0          |               | 95            | 2             |             | 5           | 0           | 433    | 8      |

### Cronologia presenze e reti in nazionale
| Cronologia completa delle presenze e delle reti in nazionale ― Spagna | Cronologia completa delle presenze e delle reti in nazionale ― Spagna | Cronologia completa delle presenze e delle reti in nazionale ― Spagna | Cronologia completa delle presenze e delle reti in nazionale ― Spagna | Cronologia completa delle presenze e delle reti in nazionale ― Spagna | Cronologia completa delle presenze e delle reti in nazionale ― Spagna | Cronologia completa delle presenze e delle reti in nazionale ― Spagna | Cronologia completa delle presenze e delle reti in nazionale ― Spagna |
| Data                                                                  | Città                                                                 | In casa                                                               | Risultato                                                             | Ospiti                                                                | Competizione                                                          | Reti                                                                  | Note                                                                  |
| --------------------------------------------------------------------- | --------------------------------------------------------------------- | --------------------------------------------------------------------- | --------------------------------------------------------------------- | --------------------------------------------------------------------- | --------------------------------------------------------------------- | --------------------------------------------------------------------- | --------------------------------------------------------------------- |
| 5-9-2001                                                              | Vaduz                                                                 | Liechtenstein                                                         | 0 – 2                                                                 | Spagna                                                                | Qual. Mondiali 2002                                                   | -                                                                     |                                                                       |
| 17-4-2002                                                             | Belfast                                                               | Irlanda del Nord                                                      | 0 – 5                                                                 | Spagna                                                                | Amichevole                                                            | -                                                                     | 46’                                                                   |
| 12-6-2002                                                             | Daejeon                                                               | Sudafrica                                                             | 2 – 3                                                                 | Spagna                                                                | Mondiali 2002 - 1º turno                                              | -                                                                     | 53’                                                                   |
| 16-6-2002                                                             | Suwon                                                                 | Spagna                                                                | 1 – 1 dts (3 – 2 dtr)                                                 | Irlanda                                                               | Mondiali 2002 - Ottavi di finale                                      | -                                                                     | 72’                                                                   |
| 16-10-2002                                                            | Logroño                                                               | Spagna                                                                | 0 – 0                                                                 | Paraguay                                                              | Amichevole                                                            | -                                                                     |                                                                       |
| 20-11-2002                                                            | Granada                                                               | Spagna                                                                | 1 – 0                                                                 | Bulgaria                                                              | Amichevole                                                            | -                                                                     |                                                                       |
| 12-2-2003                                                             | Las Palmas                                                            | Spagna                                                                | 3 – 1                                                                 | Germania                                                              | Amichevole                                                            | -                                                                     |                                                                       |
| 29-3-2003                                                             | Kiev                                                                  | Ucraina                                                               | 2 – 2                                                                 | Spagna                                                                | Qual. Euro 2004                                                       | -                                                                     | 66’                                                                   |
| 2-4-2003                                                              | León                                                                  | Spagna                                                                | 3 – 0                                                                 | Armenia                                                               | Qual. Euro 2004                                                       | -                                                                     |                                                                       |
| 11-10-2003                                                            | Erevan                                                                | Armenia                                                               | 0 – 4                                                                 | Spagna                                                                | Qual. Euro 2004                                                       | -                                                                     |                                                                       |
| 15-11-2003                                                            | Valencia                                                              | Spagna                                                                | 2 – 1                                                                 | Norvegia                                                              | Qual. Euro 2004                                                       | -                                                                     |                                                                       |
| 19-11-2003                                                            | Oslo                                                                  | Norvegia                                                              | 0 – 3                                                                 | Spagna                                                                | Qual. Euro 2004                                                       | -                                                                     | 35’ 87’                                                               |
| 18-2-2004                                                             | Barcellona                                                            | Spagna                                                                | 2 – 1                                                                 | Perù                                                                  | Amichevole                                                            | -                                                                     | 46’                                                                   |
| 31-3-2004                                                             | Gijón                                                                 | Spagna                                                                | 2 – 0                                                                 | Danimarca                                                             | Amichevole                                                            | -                                                                     | 64’                                                                   |
| 28-4-2004                                                             | Genova                                                                | Italia                                                                | 1 – 1                                                                 | Spagna                                                                | Amichevole                                                            | -                                                                     | 78’                                                                   |
| 5-6-2004                                                              | Getafe                                                                | Spagna                                                                | 4 – 0                                                                 | Andorra                                                               | Amichevole                                                            | -                                                                     | 46’                                                                   |
| 12-6-2004                                                             | Faro                                                                  | Spagna                                                                | 1 – 0                                                                 | Russia                                                                | Euro 2004 - 1º turno                                                  | -                                                                     | 84’                                                                   |
| 16-6-2004                                                             | Porto                                                                 | Grecia                                                                | 1 – 1                                                                 | Spagna                                                                | Euro 2004 - 1º turno                                                  | -                                                                     |                                                                       |
| 20-6-2004                                                             | Lisbona                                                               | Spagna                                                                | 0 – 1                                                                 | Portogallo                                                            | Euro 2004 - 1º turno                                                  | -                                                                     | 8’ 66’                                                                |
| 18-8-2004                                                             | Las Palmas                                                            | Spagna                                                                | 3 – 2                                                                 | Venezuela                                                             | Amichevole                                                            | -                                                                     | 64’                                                                   |
| 8-9-2004                                                              | Zenica                                                                | Bosnia ed Erzegovina                                                  | 1 – 1                                                                 | Spagna                                                                | Qual. Mondiali 2006                                                   | -                                                                     | 36’ 70’                                                               |
| 9-10-2004                                                             | Santander                                                             | Spagna                                                                | 2 – 0                                                                 | Belgio                                                                | Qual. Mondiali 2006                                                   | -                                                                     | 58’                                                                   |
| 13-10-2004                                                            | Vilnius                                                               | Lituania                                                              | 0 – 0                                                                 | Spagna                                                                | Qual. Mondiali 2006                                                   | -                                                                     | 88’                                                                   |
| 26-3-2005                                                             | Salamanca                                                             | Spagna                                                                | 3 – 0                                                                 | Cina                                                                  | Amichevole                                                            | -                                                                     | 46’                                                                   |
| 30-3-2005                                                             | Belgrado                                                              | Serbia e Montenegro                                                   | 0 – 0                                                                 | Spagna                                                                | Qual. Mondiali 2006                                                   | -                                                                     | 60’                                                                   |
| 4-6-2005                                                              | Valencia                                                              | Spagna                                                                | 1 – 0                                                                 | Lituania                                                              | Qual. Mondiali 2006                                                   | -                                                                     |                                                                       |
| 8-6-2005                                                              | Valencia                                                              | Spagna                                                                | 1 – 1                                                                 | Bosnia ed Erzegovina                                                  | Qual. Mondiali 2006                                                   | -                                                                     | 85’                                                                   |
| 8-10-2005                                                             | Bruxelles                                                             | Belgio                                                                | 0 – 2                                                                 | Spagna                                                                | Qual. Mondiali 2006                                                   | -                                                                     | 39’                                                                   |
| 12-10-2005                                                            | Serravalle                                                            | San Marino                                                            | 0 – 6                                                                 | Spagna                                                                | Qual. Mondiali 2006                                                   | -                                                                     |                                                                       |
| 12-11-2005                                                            | Madrid                                                                | Spagna                                                                | 5 – 1                                                                 | Slovacchia                                                            | Qual. Mondiali 2006                                                   | -                                                                     | 61’ 65’                                                               |
| 1-3-2006                                                              | Valladolid                                                            | Spagna                                                                | 3 – 2                                                                 | Costa d'Avorio                                                        | Amichevole                                                            | -                                                                     | 68’                                                                   |
| 27-5-2006                                                             | Albacete                                                              | Spagna                                                                | 0 – 0                                                                 | Russia                                                                | Amichevole                                                            | -                                                                     | 46’                                                                   |
| 3-6-2006                                                              | Elche                                                                 | Spagna                                                                | 2 – 0                                                                 | Egitto                                                                | Amichevole                                                            | -                                                                     | 41’ 46’                                                               |
| 14-6-2006                                                             | Lipsia                                                                | Spagna                                                                | 4 – 0                                                                 | Ucraina                                                               | Mondiali 2006 - 1º turno                                              | -                                                                     | 55’                                                                   |
| 23-6-2006                                                             | Kaiserslautern                                                        | Arabia Saudita                                                        | 0 – 1                                                                 | Spagna                                                                | Mondiali 2006 - 1º turno                                              | -                                                                     | 30’                                                                   |
| 15-8-2006                                                             | Reykjavík                                                             | Islanda                                                               | 0 – 0                                                                 | Spagna                                                                | Amichevole                                                            | -                                                                     |                                                                       |
| 2-9-2006                                                              | Badajoz                                                               | Spagna                                                                | 4 – 0                                                                 | Liechtenstein                                                         | Qual. Euro 2008                                                       | -                                                                     | 69’                                                                   |
| 6-9-2006                                                              | Belfast                                                               | Irlanda del Nord                                                      | 3 – 2                                                                 | Spagna                                                                | Qual. Euro 2008                                                       | -                                                                     | 29’                                                                   |
| 7-10-2006                                                             | Solna                                                                 | Svezia                                                                | 2 – 0                                                                 | Spagna                                                                | Qual. Euro 2008                                                       | -                                                                     |                                                                       |
| 11-10-2006                                                            | Murcia                                                                | Spagna                                                                | 2 – 1                                                                 | Argentina                                                             | Amichevole                                                            | -                                                                     | cap. 46’                                                              |
| 7-2-2007                                                              | Manchester                                                            | Inghilterra                                                           | 0 – 1                                                                 | Spagna                                                                | Amichevole                                                            | -                                                                     |                                                                       |
| 24-3-2007                                                             | Madrid                                                                | Spagna                                                                | 2 – 1                                                                 | Danimarca                                                             | Qual. Euro 2008                                                       | -                                                                     | 56’                                                                   |
| 28-3-2007                                                             | Palma di Maiorca                                                      | Spagna                                                                | 1 – 0                                                                 | Islanda                                                               | Qual. Euro 2008                                                       | -                                                                     | 78’                                                                   |
| 2-6-2007                                                              | Riga                                                                  | Lettonia                                                              | 0 – 2                                                                 | Spagna                                                                | Qual. Euro 2008                                                       | -                                                                     | 66’                                                                   |
| 22-8-2007                                                             | Salonicco                                                             | Grecia                                                                | 2 – 3                                                                 | Spagna                                                                | Amichevole                                                            | -                                                                     | 66’                                                                   |
| 8-9-2007                                                              | Reykjavík                                                             | Islanda                                                               | 1 – 1                                                                 | Spagna                                                                | Qual. Euro 2008                                                       | -                                                                     | 26’                                                                   |
| 12-9-2007                                                             | Oviedo                                                                | Spagna                                                                | 2 – 0                                                                 | Lettonia                                                              | Qual. Euro 2008                                                       | -                                                                     |                                                                       |
| 13-10-2007                                                            | Aarhus                                                                | Danimarca                                                             | 1 – 3                                                                 | Spagna                                                                | Qual. Euro 2008                                                       | -                                                                     | 64’                                                                   |
| 17-10-2007                                                            | Helsinki                                                              | Finlandia                                                             | 0 – 0                                                                 | Spagna                                                                | Amichevole                                                            | -                                                                     |                                                                       |
| 17-11-2007                                                            | Madrid                                                                | Spagna                                                                | 3 – 0                                                                 | Svezia                                                                | Qual. Euro 2008                                                       | -                                                                     |                                                                       |
| 6-2-2008                                                              | Malaga                                                                | Spagna                                                                | 1 – 0                                                                 | Francia                                                               | Amichevole                                                            | -                                                                     | 62’                                                                   |
| Totale                                                                |                                                                       | Presenze                                                              | 51                                                                    |                                                                       | Reti                                                                  | 0                                                                     |                                                                       |

## Palmarès

### Club

#### Competizioni nazionali
- Supercoppa di Spagna: 1

Valencia: 1999
- Campionato spagnolo: 2

Valencia: 2001-2002, 2003-2004
- Coppa di Spagna: 1

Valencia: 2007-2008

#### Competizioni internazionali
- Coppa UEFA: 1

Valencia: 2003-2004
- Supercoppa UEFA: 1

Valencia: 2004

### Nazionale
- Argento olimpico: 1

Sydney 2000